# Microsoft Robotics Developer Studio
Microsoft Robotics Developer Studio (Microsoft RDS, MRDS) — Windows-ориентированная среда для управления роботами и их симуляции. Данный продукт предназначен для академической, любительской или коммерческой разработки и поддерживает большое количество разнообразного аппаратного обеспечения роботов.
RDS основана на библиотеке CCR (Concurrency and Coordination Runtime), .NET-реализации библиотеки для работы с параллельными и асинхронными потоками данных, используя обмен сообщениями, и DSS (Decentralized Software Services) — облегченное средство создания распределенных приложений на основе сервисов, которое предусматривает управление множеством сервисов для корректировки поведения в целом.
Среди особенностей:
- язык визуального программирования Microsoft Visual Programming Language для создания и отладки программных приложений для роботов
- веб-ориентированные и windows-ориентированные интерфейсы
- симуляция 3D (включая аппаратное ускорение)
- упрощенный доступ к датчикам и исполнительным механизмам робота
- поддержку нескольких языков, включая C#, Visual Basic .NET, JScript и IronPython

Microsoft Robotics Developer Studio поддерживает модульность для добавления новых сервисов в комплект. В настоящее время доступны:
- Soccer Simulation (Симуляция футбола)
- Sumo Competition (Соревнование по сумо) от Microsoft
- разработанный сообществом Maze Simulator (Симулятор лабиринта) — программа для создания миров и стен, которые могут исследовать при помощи виртуального робота.

## Компоненты
RDS состоит из 4-х основных компонентов:
- CCR (Concurrency and Coordination Runtime)
- DSS (Decentralized Software Services)
- VPL (Visual Programming Language)
- VSE (Visual Simulation Environment)

CCR и DSS также доступны в отдельном виде для применения в коммерческих приложениях, требующих высокого уровня параллелизма и/или возможности взаимодействия между множеством узлов в сети. Данный пакет называется CCR and DSS Toolkit (CCR и DSS инструментарий).

## Инструменты

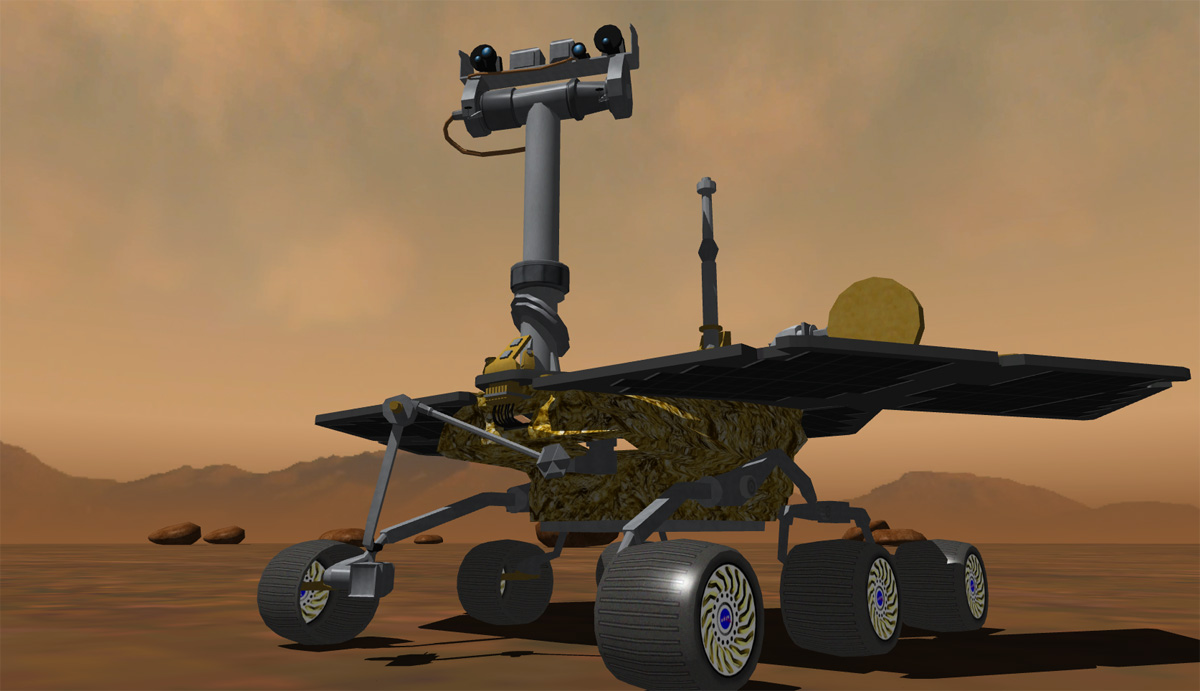
Симуляция робота и окружения в MRDS

Инструменты, позволяющие разрабатывать MRDS-приложения, включают в себя графическую среду (Microsoft Visual Programming Language : VPL); утилиты командной строки, позволяющие взаимодействовать с проектами Visual Studio (версии VS Express вполне достаточно) на языках C#, C++ или VB.NET; поддержку скриптовых языков, как например, IronPython; и инструменты симуляции 3D.
- Visual Programming Language — графическая среда разработки, использующая каталог сервисов и действий.
  - Они могут быть связаны графическим способом: сервис или действие представляются в виде блока, у которого есть ввод и вывод, и его нужно лишь перетащить из каталога на диаграмму.
  - Связывание можно сделать при помощи мыши, это позволяет вам определить, являются ли сигналы синхронными или нет, позволяет вам выполнять операции, связанные с передачей значений и пр.
  - VPL также позволяет вам генерировать код новых «макро»-сервисов на основе диаграмм, созданных пользователями.
  - В VPL возможна простая настройка сервисов для различных аппаратных элементов.
- Среда симуляции 3D в MRDS позволяет вам симулировать поведение роботов в виртуальном мире, используя технологию NVIDIA PhysX (3D-движок который первоначально был написан компанией Ageia), что позволяет использовать продвинутую физическую модель.
- Множество примеров и руководств, доступных для различных инструментов, ускоряющих понимание и усваивание MRDS. В комплект добавлено несколько приложений, среди них, например, упоминавшиеся выше Maze Simulator или Soccer Simulation, разработанные корпорацией Microsoft.
- Также в стандартном и академическом изданиях MRDS присутствуют 3 небольшие симуляционные среды, которые являются ограниченными версиями более крупных обобщенных симуляционных сред, разработанных компанией SimplySim
  - Комната (также доступна в экспресс-издании)
  - Открытая местность
  - Город

## Недостатки
- Нет учета и поддержки реальной среды эксплуатации робота (тип поверхности его перемещения, погодные условия и пр.)
- При управлении реальным роботом используется его симуляция, которая может не полностью совпадать с реальным прототипом.
- Чем точнее модель, тем больше настроек она требует.
- Несмотря на использование PhysX, физика в MRDS является сильно упрощенной.

## Наиболее значимые приложения
- Автономная машина Принстонского университета, созданная в рамках программы DARPA Urban Grand Challenge, была полностью запрограммирована в MRDS.[1]
- MySpace использует MRDS для разработки приложений (не предназначенных для роботов), используемых в серверной (back end) части их сайта.[2]
- Университет Индианы использует MRDS для разработки приложений (не предназначенных для роботов), применяемых для координации сети высокозатратных вычислений.[2]
- В 2008 году Microsoft запустила соревнование по симуляции робототехники под названием RoboChamps, использующее MRDS, по четырем категориям: универсальная, сумо, город, марсоход. Симулированная среда и роботы, задействованные в соревновании, были созданы компанией SimplySim, а само соревнование было спонсировано Kia Motors
- В категории робототехники и алгоритмизации соревнования по программному обеспечению Imagine Cup в 2009 году использовалась среда визуальной симуляции MRDS. Задачи данного соревнования были также разработаны компанией SimplySim и по сути являлись улучшенными версиями задач RoboChamps.

## Версии и лицензирование
- Robotics Studio 1.0 (Лицензии на коммерческое и некоммерческое использование)
- Robotics Studio 1.5 (Лицензии на коммерческое и некоммерческое использование)
- Robotics Studio 1.5 'Обновленная' (Лицензии на коммерческое и некоммерческое использование)
- Robotics Developer Studio 2008 Standard Edition (Коммерческое использование), Academic Edition (Академическое использование) и Express Edition (Лицензии на коммерческое и некоммерческое использование) (Примечание: Express Edition не имеет режима правки в симуляции, редактор шаблонов поверхностей также имеет ограничения, присутствует ограничение до 64 сущностей, нет поддержки моделей COLLADA).
- Обновление до 2008 R2
- Обновление до 2008 R3 — Дата релиза: 20 мая 2010. Вместе с выходом этой версии Robotics Developer Studio стала бесплатной, функциональность всех версий различных лицензий собрана в одно целое.[3]
- Robotics Studio 4 Обновлена симуляционная платформа, исправлены баги, добавлена новая документация.

## Поддерживаемые роботы
- Aldebaran Robotics Nao Официальный веб-сайт
- CoroWare CoroBot Официальный веб-сайт
- Lego Mindstorms NXT Официальный веб-сайт Архивная копия от 9 января 2006 на Wayback Machine
- Lego Mindstorms RCX (Поддержка прекращена в последней версии)
- iRobot Create
- KUKA Robotics Образовательный портал
- Parallax Boe-Bot
- Robosoft’s robots Официальный веб-сайт
- Parallax Scribbler. Через IPRE.
- fischertechnik FT16, ROBO-TX
- Kondo KHR-1
- Segway RMP: Ben Axelrod
- RoboticsConnection Traxster. Ссылка
- RoombaDevTools (недоступная ссылка) от RoboDynamics
- WowWee RoboSapien через устройство USB-UIRT
- ZMP INC. e-nuvo WALK Официальный веб-сайт
- CNRobot Co. Ltd. — CRX10 Официальный веб-сайт.